# Émile Loubet
Émile François Loubet (ur. 30 grudnia 1838 w Marsanne, zm. 20 grudnia 1929 w Montélimar) – francuski polityk, prezydent Francji. Z zawodu adwokat, był członkiem stowarzyszenia radykalnego.

## Życiorys
Od roku 1876 poseł do parlamentu francuskiego. W latach (1878–1885) był deputowanym, później został senatorem. Był ministrem robót publicznych w latach 1887–1888. W roku 1892 pełnił funkcję premiera, a następnie ministra spraw wewnętrznych (1892–1893). Od roku 1896 pełnił funkcję prezydenta senatu.
W okresie od 18 lutego 1899 r. do 18 lutego 1906 r. był prezydentem Francji.
W swej polityce przestrzegał ściśle konstytucji, dążył do oddzielenia kościoła od państwa oraz do zbliżenia z Anglią i Rosją. Był współtwórcą Ententy.
Podczas prezydentury Loubeta rząd premiera Waldecka-Rousseau usiłował rozwiązać sprawę Dreyfusa, który w nowym procesie został ponownie uznany za winnego. Zaraz potem został uniewinniony dekretem prezydenckim.
Upamiętniony nazwą wybrzeża anatrktycznego.

## Odznaczenia
- 1899 – Wielki Mistrz Orderu Legii Honorowej (ex officio)[1]
- 1899 – Krzyż Wielki Orderu Gwiazdy Anżuanu (ex officio)[1]
- 1899 – Krzyż Wielki Orderu Smoka Annamu (ex officio)[1]
- 1899 – Krzyż Wielki Orderu Kambodży (ex officio)[1]
- 1899 – Krzyż Wielki Orderu Gwiazdy Czarnej (ex officio)[1]
- 1899 – Krzyż Wielki Orderu Błyszczącego (ex officio)[1]
- 1899 – Order Gwiazdy I klasy (Etiopia)[1]
- 1899 – Order Świętego Maryna I klasy (San Marino)[1]
- 1899 – Order Chryzantemy (Japonia)[1]
- 1899 – Order Wybawienia Afryki (Liberia)[1]
- 1899 – Order Świętego Andrzeja (Rosja)[1]
- 1899 – Order Świętego Aleksandra Newskiego (Rosja)[1]
- 1899 – Order Świętej Anny I klasy (Rosja)[1]
- 1899 – Order Świętego Stanisława I klasy (Rosja)[1]
- 1899 – Order Orła Czarnego (Prusy)[1]
- 1899 – Order Orła Białego I klasy (Serbia)[1]
- 1899 – Order Królewski Serafinów (Szwecja)[1]
- 1899 – Order Imtiyaz I klasy (Turcja)[1]
- 1900 – Order Słonia (Dania)[2]
- 1901 – Order Annuncjaty (Włochy)[3]
- 1902 – Order Złotego Runa (Hiszpania)[4]
- 1902 – Order Maha Chakri (Syjam)[5]
- 1902 – Order Domowy Nassauski Lwa Złotego (Luksemburg)[5]
- 1902 – Order Lwa Niderlandzkiego (Holandia)[5]
- 1904 – Order Lwa (Norwegia)[6]